# John Nelson Bicaise
John (Jean) Nelson Bicaise (1812-1874), ook nog 'Bango', was een stateloze zakenman, een illegale slavenhandelaar, een Frans koloniale ambtenaar en een West-Afrikaans invloedrijke persoon.

## Trinidad
John Nelson Bicaise, mulat, werd geboren in 1812 op het Caraïbische eiland Trinidad als blijkbaar de bevoorrechte zoon van Louis Bicaise en Mary-Rose (Marianne) Rambert. Hij groeide op in de suikerrietplantage La Ressource in de landstreek South-Naparima, te midden van een talrijk gezin en circa 50 slaven bezuiden de huidige stad San Fernando, eertijds door de Franse planters 'Petit Bourg' genoemd. Op het nog steeds bestaande graf, is te lezen dat zijn vader van het noordelijker gelegen eiland Saint Vincent afkomstig was. Het geslacht Bicaise is van Provençaalse oorsprong en vertrok even voor 1755 vanuit Marseille naar Jérémy, het zuiden van Haiti, van waaruit het zich verspreidde in de Caraïbische regio en de slavenhaven Charleston, South-Carolina. Het leidt geen schijn van twijfel dat de Bicaises rond 1811 naar Trinidad immigreerden omdat de vrije mulatten zich er in veel gunstiger omstandigheden konden bewegen. De familie Rambert en de door het stoken van likeur zéér rijk geworden familie Amphoux schonken Louis en Marianne Bicaise verschillende stukken land waaruit de plantage La Ressource ontstond. De Britse overheid kortwiekte echter het houden van slaven die werden ingezet voor plantagewerk. Sedert 1807 was de trans-Atlantische slavenhandel verboden, lijfstraffen waren beperkt en moesten worden genoteerd en in 1833 stipuleerde het parlement in Londen de vrijheid van de slaven in al de overzeese gebieden. Tegelijkertijd heerste er tussen planters en slaven voortdurende spanning: latente vrees voor obeah of vergiftiging en opstand. Kortom, in de Caraïben was er geen toekomst meer voor slavernij. Tegen deze achtergronden zonden de ouders hun zoon John Nelson naar Engeland voor opleiding, zeer waarschijnlijk in Liverpool. Daar studeerden immers tientallen kinderen van Afrikaanse vooraanstaanden in kostscholen. Bicaise schreef trouwens dat hij in 1833 een intense briefwisseling met William Fernándes van het koninkrijk Brameah, Dubreka-rivier, Guinee, voerde. Ondertussen geraakte de vader, Louis Bicaise, bankroet en stierf in september 1838. Aannemelijk is het dat hij zelfmoord pleegde.

## West-Afrika
John Nelson Bicaise keerde niet meer naar zijn familie terug. In regenseizoen van 1834 treffen we hem aan op Factory, nu Kassa geheten, het eerste eiland van het Loss-archipel. Hij werkte als klerk en handelsvertegenwoordiger voor Michael Procter, een predikantenzoon uit Alnwick en pendelde tussen Bathurst (nu Banjul) en Freetown. In de niet zo ver van Kassa gelegen Rio Pongo, verbond Procter zich met de daar gevestigde Amerikaan Paul Faber en zijn vrouw Mary van Sangha, een van de illegaal slaven exporterende clans aan deze zee-inham. Michael Procter leerde er bovendien hun mulattendochter Elisa kennen met wie hij optrok naar de Rio Nunez (Kakandé) waar hij, samen met haar, in 1833 zijn factorij stichtte te Rapass, nu Rapassi. Die was indrukwekkend gebouwd op een heuvelflank binnen een door kanonnen bewaakte palissade, een scheepswerf en een lange aanlegsteiger in de Kaboye, een zijarm van de Rio Nunez die toen een economisch hoogtepunt kende met zijn aardnotenoogst, in Europa met zijn ontluikende industrie van groot nut. De trans-Atlantische slavenhandel, in tegenstelling tot eerder beweerd, duurde er verder dankzij verborgen barakken en inlands verkeer naar minder bezochte riviermondingen.
Vijf jaar later, na de dood van Michael Procter, rees de ster van Bicaise. Hij, eens klerk, werd nu echtgenoot van Elisa Faber-Procter of traditioneel de wrede slavenverkoopster 'Mamma Lessa', die hem na fikse ruzies verliet en vóór 1851 overleed. Zij wordt overigens door Belgische ooggetuigen nooit vermeld. Onder het nieuw beleid stapelden de schulden zich op waardoor de Engelse crediteurs zoals Matthew Forster, terugkrabbelden en Bicaise nieuw kapitaal en afzetmarkten aansprak in Frankrijk en België. Abraham Cohen, een gewiekste Frans-joodse handelaar, speelde hierbij een cruciale rol. In dit licht moeten het tussen Lamina Towel enerzijds en de Belgische eerste luitenant-ter-zee Joseph Van Haverbeke anderzijds gesloten pachtverdrag van 4 maart 1848, alsook het daaropvolgende incident aan de Rio Nunez van 24-26 maart 1849 worden geplaatst. Bicaise tekende het pachtverdrag mee en had een groot aandeel in het uitdenken van de vijandelijkheden, vijandelijkheden waar hij niet actief aan deelnam.
Miljonair Bicaise of 'Bango' werd toen 'de ongekroonde koning van de Rio Nunez' genoemd. Talrijke Franse en Belgische marine-officieren bezochten de factorij Rapass, waardeerden zijn tafel en loofden vooral zijn sigaren en wijnkelder. Ze leerden Bicaise ervaren als een epicurist die daar leefde als een pasja en zich liet bedienen door zijn twaalf huisslaven. Familiale overleveringen voegen daarbij nog een afgerichte chimpansee aan toe. Kortom, deze jaren vormden zijn hoogtepunt, maar tegelijkertijd de aanvang van zijn neergang.

## Rio Cacine (Cassini)
Vanaf 1852 kent de handel in de Rio Nunez een neerwaartse spiraal, enerzijds door economische schommelingen op de internationale markt, anderzijds door de twisten tussen de plaatselijke stammen Landuma en Nalu, Bicaise verschool zich toen maandenlang in een hut, te Sarrabah, bij Sangha, Rio Pongo. Is dit de plek uit de legende van de drie vaten die hij liet begraven, de slaven-delvers daarna afmaakte maar later het goud die ze bevatten, nooit meer wist terug te vinden ? De Belgische handel met de Rio Nunez nam af en verschoof zich meer naar de gebieden onder Portugese invloed in het noorden daarvan, waaronder Bissao en de Rio Cacine (Cassini). Het laatste Belgische schip dat de Rio Nunez binnenvoer, arriveerde in 1857 en trof Bicaise niet meer te Rapass aan; maar die was naar het 'binnenland' vertrokken. Inderdaad had hij zich nu aan de linkeroever van de monding van de toen nog niet in kaart gebrachte Rio Cacine (Cassini) gevestigd. De inheemse bevolking herinnert zich aldaar de bestaande ruïnes van een 'maison belge' op de linkeroever, mogelijks toen gebouwd door Belgische arbeiders. Samen met Victor Lecerf en Colombino Wiski, allebei woonachtig aan de rechteroever, sloot hij een overeenkomst om zich in de trans-Atlantische slavenhandel te verrijken. Alles wijst erop dat zakenlui in Bissao, wraakgierige crediteurs van het drietal, Auguste Protet, de leider van de vlootbasis in Gorée, ervan op de hoogte hadden gebracht. Eind maart 1857 voer de aviso met stoomaandrijving Le Diamath en een veertigtal mariniers allen onder bevel van Aristide Vallon de Rio Cacine (Cassini) binnen. Op 25 maart werden Bicaise en de Fransman Victor Lecerf gedwongen tot het medeondertekenen van het document waarin stond dat deze riviermonding voortaan Frans bezit was. Colombino Wiski, net terug uit de Verenigde Staten, wist te ontkomen samen met het voorschot voor de te leveren slaven ter waarde van 3000 £, opnieuw richting Verenigde Staten. De positie van het drietal wordt op de kaart van Afrika van Regnauld de Lannoy de Bissy weergegeven. Het pachtverdrag getekend tussen Van Haverbeke en de Nalu, werd op 23 april 1858 opgezegd bij de opvolger van wijlen Lamina, koning Youra Coney Towel.

## Rio Pongo
Daarna brak een periode aan die men 'de grote leegte' zou kunnen noemen. In 1866 echter, verkocht de inmiddels berooide Bicaise père zoals hij voortaan werd genoemd, zijn hele factorij te Rapass aan zijn buur, de Franse koffieteler Auguste Santon, op één loods na. Bijna tegelijkertijd werd hij benoemd tot commandant van het Franse protectoraat Rio Pongo. Die zetelde in een pijnhouten hut te Boffa. De Franse overheid vond niemand beter; Immers, de Rio Pongo stond berucht om haar dodelijke moeraskoortsen en Fransen autoriteiten wilden de gewezen illegale slavenhandelaar een lesje leren en dat in de hoop dat hij spoedig zou overlijden. Tussen hen beiden ontwikkelden zich wederzijdse treiterijen waarbij Bicaise voor fraude niet terugdeinsde. Voortaan hield hij zich bezig met het jaarlijks betalen van het stamhoofd van de lokale Susu, het innen van de schaarse ankerrechten, het schrijven met ganzenveer van meestal niets beduidende rapporten, het weren van de Engelse invloed vanuit het bestuur van Sierra Leone, het pacificeren van het gebied, het onderhandelen met de inlandse stamhoofden en het begeleiden van de belangen van de er gevestigde factorijen. Negen waren die in totaal en ze ruilden westerse industrieproducten tegen hoofdzakelijk aardnoten en sesam, later rubber: Beau & Fils (Bangalang), Gaspar Devès (Bangalang), Goldseller, Frédérick Fox (Dominguiah), Charles Hofman uit Salem (Bambayah), Styles E. Lightburn jr. (Baralande), Pierre Pons (Boffa), Alasane Tally (Fallinguiah) en Frédéric Verminck (Dominguiah).
Even nadat de Franse koloniale machthebber hun commandant kwijt wilden omdat hij te lang leefde, overleed eindelijk toch John Nelson Bicaise begin april 1874 in een lekkende hut aan de gevolgen van een beroerte. Diep stak hij in de schulden. Zijn opvolger, Germain Benjamin Crespin, verkeerde in schok toen die zowel de ellendige omstandigheden van de post als de verdierlijkte staat van het personeel in ogenschouw nam. Tijdens de culturele revolutie van dictator Sékou Touré werd Bicaises graftombe te Boffa waar in de koloniale tijd de driekleur werd gehesen, gesloopt en weggeruimd.

## Kinderen
John Nelson Bicaise was berucht voor het aantal kinderen die hij tijdens zijn West-Afrikaanse loopbaan verwekte. Vooral in zijn gunst blijken drie van zijn kinderen:
Louis-René (Rapass, 1846), samen met Elisa Faber-Procter, genoemd naar zijn vader en een van zijn broers, vertrok naar België en verbleef tussen 1852 – 1868 onafgebroken in Gent ten huize van de katoenindustrieel en speculant Jean-Louis Decoster. Hij verkreeg de Belgische nationaliteit en stierf in 1887 te Moerbeke-Waas. In Freetown werd hij Belgisch, Nederlands, Italiaans, Deens, Portugees consul en ere-consul voor Spanje. Louis-René bleef heel zijn leven zich een Belg en in het bijzonder Gentenaar voelen; psychologisch was Afrika hem slechts een zware beproeving. Dit blijkt overduidelijk uit de correspondentie die hij vanuit Freetown met Jules De Cock voerde, zijn vriend-vaderfiguur en stichter van de nu ontmantelde suikerfabriek van Moerbeke-Waas. Zijn vrouw, Henriette, 'Etta', Lewis schonk hem de zoon Louis-George-William. Die was een Belg die naderhand de Franse nationaliteit aannam. Buiten zijn huwelijk verwekte Louis-René het meisje Bandelé. Ze werd stammoeder van de familie Bicaise in Liberia.
John M. Bicaise. Hij was vertegenwoordiger van de firma Lecomte-Dalmas en dreef handel in het stroomgebied van de Mellacoury en de Great en Little Scarcies (allen in het huidig Sierra Leone).
Urbain Bicaise, samen met Elisabeth Peyne (+ 1879), studeerde vanaf 1867 met overheidsgeld aan de kostschool van de Frères de l'instruction chrétienne de Ploërmel, Saint-Louis, Senegal en werkte samen met de Franse koloniale autoriteiten van de Rio Pongo. Hij overleed te Boffa in 1882.

## Betekenis van Bicaise
John Nelson Bicaise was een typische telg uit een slaven houdend geslacht dat met het uitdoven van de internationale slavenhandel, geleidelijk verarmde. Toeval is het niet dat Bicaise niet meer naar Trinidad terugkeerde maar zich in de rivierenoevers van de Rio Nunez-Rio Pongo nestelde; zijn voorouder Thomas Bicaise werd ginds in 1782 als slavenhaler gesignaleerd.

## Uiterlijk van Bicaise
Belgische marinepapieren noteren hem 'van middelgroot gestalte, maar sterk in lijf en leden, met een intelligente blik en een fysionomie die veel gelijkenis vertoont met het blanke ras'. Een rapport uit 1852 van de Church Missionary Society beschrijft hem als 'de prinselijke koopman'. De inlanders herinneren hem vooral als corpulent wegens zijn trek in drinken en eten.

## Eretekens
John Nelson Bicaise werd krachtens het Koninklijk Besluit van 16.12.1851 ridder in de Leopoldsorde. De Moniteur Belge, het Belgisch Staatsblad, maakte dit echter nooit openbaar.